# Loi de Biot et Savart
Pour les articles homonymes, voir Biot.
Ne doit pas être confondu avec Loi de Biot.
 (octobre 2023).
Si vous disposez d'ouvrages ou d'articles de référence ou si vous connaissez des sites web de qualité traitant du thème abordé ici, merci de compléter l'article en donnant les références utiles à sa vérifiabilité et en les liant à la section « Notes et références ».
La loi de Biot et Savart, prononcée [bjɔtesavaʁ], nommée en l'honneur des physiciens français Jean-Baptiste Biot et Félix Savart, datant de 1820, donne le champ magnétique créé par une distribution de courants continus. Elle constitue l'une des lois fondamentales de la magnétostatique, au même titre que la loi de Coulomb pour l'électrostatique.

## Cas d'un circuit filiforme
Un circuit filiforme est une modélisation où le fil électrique est un objet purement linéique. C'est une idéalisation d'un fil réel dont la longueur serait très supérieure aux dimensions transverses de sa surface de section.

### Loi de Biot et Savart
Soit {\displaystyle C} une courbe plane fermée, on note {\displaystyle {\vec {r}}'} l'élément d'intégration représentant un point sur cette courbe. On note {\displaystyle {\text{d}}{\vec {\ell }}} le vecteur déplacement élémentaire tangent à la courbe {\displaystyle C} au point {\displaystyle {\vec {r}}'}. La loi de Biot et Savart énonce que, dans le vide, un circuit filiforme décrivant la courbe {\displaystyle C} parcouru par un courant continu d'intensité {\displaystyle I} crée en tout point {\displaystyle {\vec {r}}} de l'espace extérieur à {\displaystyle C} un champ magnétique
{\displaystyle {\vec {B}}({\vec {r}})={\frac {\mu _{0}}{4\pi }}\oint _{C}{\frac {I\;{\rm {d}}{\vec {\ell }}\wedge ({\vec {r}}-{\vec {r}}')}{|{\vec {r}}-{\vec {r}}'|^{3}}}},
où {\displaystyle \mu _{0}} est une constante fondamentale, appelée perméabilité magnétique du vide.

### Remarque sur une notation
On dit parfois que l'« élément infinitésimal » de longueur {\displaystyle {\text{d}}{\vec {\ell }}}, situé au point {\displaystyle {\vec {r}}'} et parcouru par le courant {\displaystyle I} crée le « champ magnétique élémentaire » {\displaystyle {\text{d}}{\vec {B}}} au point {\displaystyle {\vec {r}}}, où
{\displaystyle {\rm {d}}{\vec {B}}({\vec {r}})={\frac {\mu _{0}}{4\pi }}{\frac {I\;{\rm {d}}{\vec {\ell }}\wedge ({\vec {r}}-{\vec {r}}')}{|{\vec {r}}-{\vec {r}}'|^{3}}}}.
C'est la loi d'Ørsted.
Selon l'opinion de certains auteurs, il s'agirait là d'un abus de langage mathématiquement commode pour poser le paramétrage de l'intégrale. En effet, le courant d'intensité {\displaystyle I} ne peut circuler que dans le circuit fermé complet {\displaystyle C}, et seule l'intégrale complète possèderait un sens physique.
Cependant, une unique charge en mouvement dans le vide produit bien, a chaque instant {\displaystyle t}, un champ magnétique dans l'espace environnant.
Ce champ magnétique est justement donné, dans l'approximation magnétostatique, par la loi ci-dessus en échangeant {\displaystyle I{d{\vec {\ell }}}} par {\displaystyle q{\vec {v}}}, où {\displaystyle {\vec {v}}} est la vitesse de la charge (si l'approximation magnétostatique n'a pas lieu, on doit utiliser les équations de Jefimenko).
Cet échange se comprend sans peine: dans un tube de courant de longueur {\displaystyle d{\vec {\ell }}}, les charges s'écoulent a une vitesse {\displaystyle {\vec {v}}} (parallèle à {\displaystyle d{\vec {\ell }}}) et traversent les surfaces d'entrée et de sortie du tube aux temps {\displaystyle t} et {\displaystyle t+dt}. La quantité de charge contenue dans le tube est {\displaystyle q=Idt}, donc 
{\displaystyle q{\vec {v}}=I{\vec {v}}dt=I{d{\vec {\ell }}}.}
La loi d'Ørsted est donc bien une loi physique et non un artifice de calcul.

## Autres modélisations

### Densité surfacique de courant
Dans le cas d'une densité surfacique de courant {\displaystyle {\vec {j}}_{\text{S}}} existant sur la surface {\displaystyle \Sigma }, le champ magnétique créé s'écrit :
{\displaystyle {\vec {B}}({\vec {r}})={\frac {\mu _{0}}{4\pi }}\iint _{\Sigma }{\frac {{\vec {j}}_{\rm {S}}({\vec {r}}')\wedge ({\vec {r}}-{\vec {r}}')}{|{\vec {r}}-{\vec {r}}'|^{3}}}\;{\rm {d}}S}.

### Densité volumique de courant
Dans le cas d'une densité volumique de courant {\displaystyle {\vec {j}}} existant sur le volume {\displaystyle V}, le champ magnétique créé s'écrit :
{\displaystyle {\vec {B}}({\vec {r}})={\frac {\mu _{0}}{4\pi }}\iiint _{V}{\frac {{\vec {j}}({\vec {r}}')\wedge ({\vec {r}}-{\vec {r}}')}{|{\vec {r}}-{\vec {r}}'|^{3}}}\;{\rm {d}}V}.

## Théorème d'Ampère
En intégrant la loi de Biot et Savart sur une boucle fermée {\displaystyle \Gamma } quelconque (qui a priori n'est pas un circuit électrique), on démontre le théorème d'Ampère :
{\displaystyle \oint _{\Gamma }{\vec {B}}({\vec {r}}')\cdot {\rm {d}}{\vec {r}}'=\mu _{0}\ I_{\rm {int}}},
où {\displaystyle I}int est l'intensité algébrique enlacée par la courbe {\displaystyle \Gamma }.

## Le cas d'une particule chargée
En remarquant qu'une particule ponctuelle située en {\displaystyle {\vec {r}}'}, de charge électrique {\displaystyle q} animée d'une vitesse {\displaystyle {\vec {v}}} correspond à un courant : {\displaystyle {\vec {j}}=q{\vec {v}}\delta ({\vec {r}}-{\vec {r}}')}, où {\displaystyle \delta } est la fonction de Dirac, la loi de Biot et Savart suggère d'écrire que cette charge (en mouvement) au point {\displaystyle {\vec {r}}'} crée un champ magnétique au point {\displaystyle {\vec {r}}} donné par
{\displaystyle {\vec {B}}({\vec {r}})={\frac {\mu _{0}}{4\pi }}{\frac {q{\vec {v}}\wedge ({\vec {r}}-{\vec {r}}')}{|{\vec {r}}-{\vec {r}}'|^{3}}}}.
Cette expression est en réalité une approximation, qui n'est valide que pour des vitesses {\displaystyle {\vec {v}}_{\text{f}}} très petites devant la vitesse de la lumière {\displaystyle C}. L'expression exacte du champ magnétique créé par une charge en mouvement est donnée par la formule de Liénard-Wiechert.

## Généralisation, dépendant du temps, de la loi de Biot-Savart
Les solutions générales et causales des équations de Maxwell sont données par les équations de Jefimenko. Ces équations sont la généralisation, dépendant du temps (électrodynamique), de la loi de Coulomb et de la loi de Biot-Savart, qui étaient à l'origine vraies uniquement pour les champs en électrostatique et en magnétostatique ainsi que pour les courants continus.
Les équations de Jefimenko donnent le champ électrique et le champ magnétique dus à une distribution de charges et de courants électriques dans l'espace. Elles prennent en compte le retard dû à la propagation des champs (temps « retardé ») en raison de la valeur finie de la vitesse de la lumière et des effets relativistes. Elles peuvent donc être utilisées pour des charges et des courants en déplacement. Elles sont les solutions générales des équations de Maxwell pour n'importe quelle distribution arbitraire de charges et de courants.

## Application à l'aérodynamique
La loi de Biot et Savart est utilisée pour calculer la vitesse induite par des lignes de vortex en aérodynamique. En effet, une analogie avec la magnétostatique est possible si l'on admet que la vorticité correspond au courant, et la vitesse induite à l'intensité du champ magnétique.
Pour une ligne de vortex de longueur infinie, la vitesse induite est donnée par :
{\displaystyle v={\frac {\Gamma }{2\pi d}}},
où {\displaystyle \Gamma } est l'intensité du vortex et {\displaystyle d} la distance perpendiculaire entre le point et la ligne de vortex. 
Pour une ligne de vortex de longueur finie, on a 
{\displaystyle v={\frac {\Gamma }{4\pi d}}\ \left[\cos {\alpha }-\cos {\beta }\right]},
où {\displaystyle \alpha } et {\displaystyle \beta } sont les angles (orientés) entre la ligne et les deux extrémités du segment.
Cette analogie a été proposée par Helmholtz, mais il faut bien garder à l'esprit que le vecteur d'induction magnétique est un vecteur axial tandis que le vecteur vitesse est un vecteur polaire, et que donc l'analogie ne respecte pas les symétries. L'analogie rigoureuse nécessiterait d'identifier la vorticité au champ magnétique et la vitesse au potentiel vecteur.